# The White Queen

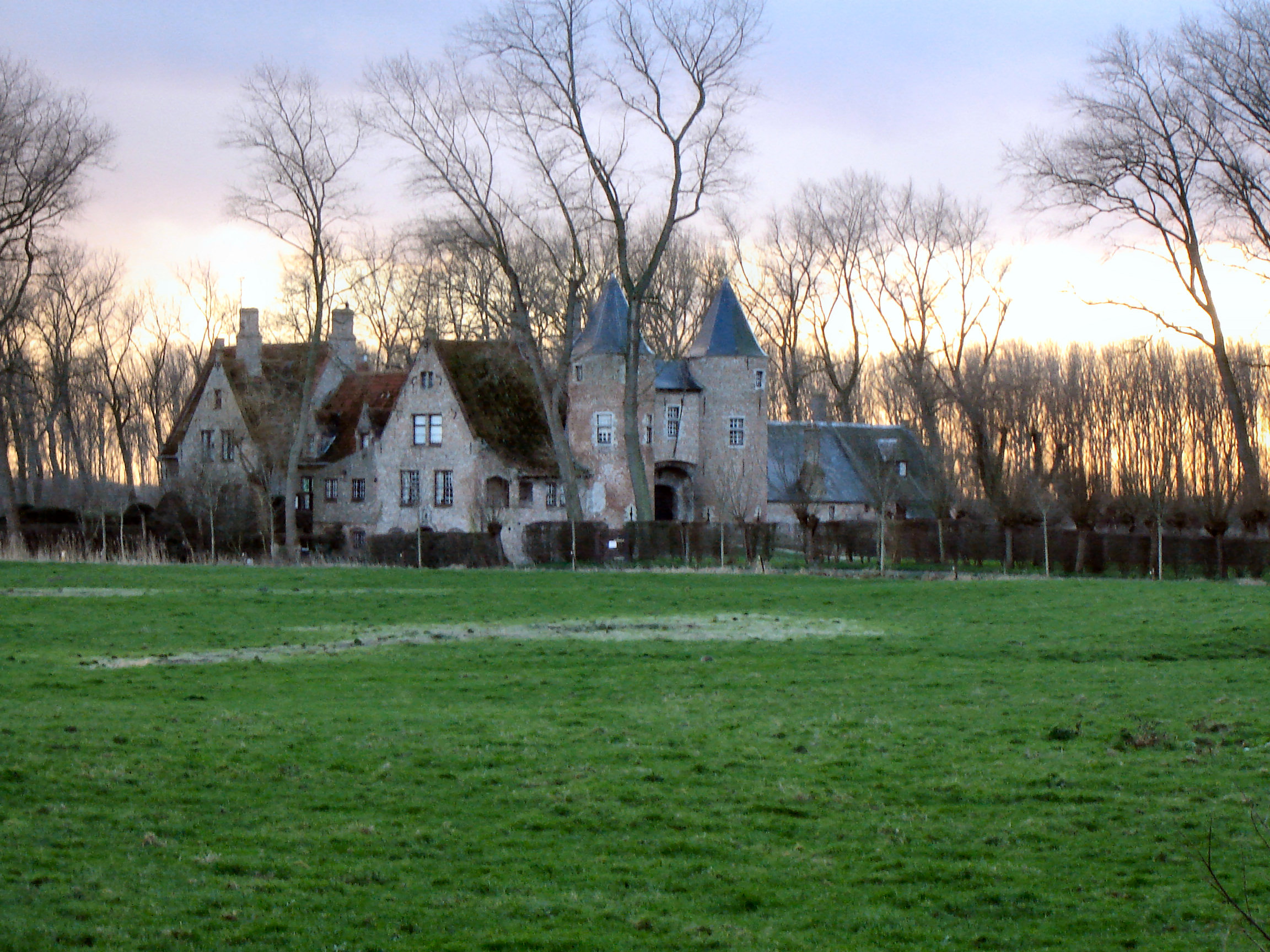
Het kasteel van Oostkerke, een van de locaties waar de serie werd opgenomen

The White Queen is een tiendelige dramaserie van de Britse openbare omroep BBC. Het verhaal speelt zich af aan het eind van de 15e eeuw, ten tijde van de Rozenoorlogen.

## Historisch drama
Het gaat om de strijd om de troon tussen het Huis York en Huis Lancaster. The White Queen is Elizabeth Woodville, de echtgenote van koning Eduard IV van Engeland. De serie is gebaseerd op de reeks van schrijfster Philippa Gregory, "The Cousins' War", waarvan haar eerste roman die naam droeg.
Een deel van de opnamen gebeurde in de Vlaamse steden Brugge, Gent, Ieper alsook in het Muziekbos in Ronse, de bossen van Ursel en Damme en in Kasteel Hontzocht te Beernem en het kasteel van Rumbeke. Deze dienen als decor en hebben niets te maken met het eigenlijke verhaal zelf. Dit geldt onder meer voor de binnenkoer van de Brugse stadshallen en voor de gotische zaal van het Brugse stadhuis.
Een groot deel werd opgenomen in de tuinen van het kasteel van Oostkerke en in de omgeving op de oever van het Leopoldkanaal, waar de BBC wekenlang heeft verbleven.  
De Vlaamse actrice Veerle Baetens speelt de rol van Margaretha van Anjou.
De serie werd op BBC One wekelijks op zondag uitgezonden vanaf 16 juni 2013. Ze werd op Eén uitgezonden in de eerste helft van 2014.

## Rolverdeling

### Britse acteurs
| Acteur                 | Personage                             |
| ---------------------- | ------------------------------------- |
| Max Irons              | Eduard IV van Engeland                |
| Rebecca Ferguson       | Koningin Elizabeth                    |
| James Frain            | Lord Warwick                          |
| Caroline Goodall       | Hertogin Cecily                       |
| David Oakes            | George, hertog van Clarence           |
| Aneurin Barnard        | Richard van Glouchester               |
| Janet McTeer           | Jacquetta Woodville                   |
| Faye Marsay            | Lady Anne Neville                     |
| Eleanor Tomlinson      | Lady Isabel Neville                   |
| Juliet Aubrey          | Anne de Beauchamp, gravin van Warwick |
| Sonny Ashbourne Serkis | Eduard, prins van Wales               |
| Freya Mavor            | Elizabeth van York                    |
| Amanda Hale            | Lady Margaret Beaufort                |
| Joey Batey             | Edward van Lancaster                  |
| Michael Marcus         | Henry Tudor                           |
| Tom McKay              | Jasper Tudor                          |
| Frances Tomelty        | Margaret Beauchamp of Bleto           |
| Michael Maloney        | Henry Stafford                        |
| Ben Lamb               | Anthony Rivers                        |
| Hugh Mitchell          | Richard Wells                         |
| Rupert Young           | William Herbert, Lord van Pembroke    |
| Robert Pugh            | Baron Rivers                          |
| Rupert Graves          | Lord Stanley                          |
| Eve Ponsonby           | Mary Woodville                        |

### Belgische acteurs
| Acteur             | Personage                  |
| ------------------ | -------------------------- |
| Veerle Baetens     | Margaretha van Anjou       |
| Joren Seldeslachts | Karel van Bourgondië       |
| Elsa Houben        | Katherina Woodville        |
| Steven de Schepper | Thomas Burdett             |
| Ben Van den Heuvel | Harry Stafford             |
| Kenji Tielemans    | prins Teddy                |
| Lize Feryn         | prinses Bona van Frankrijk |
| Jurgen Delnaet     | ?                          |
| Ben Forceville     | ?                          |
| Delphine Govaert   | ?                          |

## Afleveringen
| Episode | Titel                                | Regisseur    | Schrijver(s)     | Uitzenddatum Engeland | Korte beschrijving |
| ------- | ------------------------------------ | ------------ | ---------------- | --------------------- | --- |
| 1       | In Love With the King                | James Kent   | Emma Frost       | 16 juni 2013          | De jonge koning Edward IV ontmoet op het platteland Elizabeth Woodville. Hij is helemaal verkocht en besluit met deze vrouw te trouwen. Dit tegen de zin van velen, onder wie Lord Warwick, die haar zien als een heks. In de achtergrond heerst de Rozenoorlog.                                                                                |
| 2       | The Price of Power                   | James Kent   | Emma Frost       | 23 juni 2013          | Elizabeth Woodville wordt tot koningin gekroond en moet zorgen voor een zoon om de troon veilig te stellen. Aan het hof heersen er spanningen en Edward IV moet op zijn hoede blijven. |
| 3       | The Storm                            | James Kent   | Emma Frost       | 30 juni 2013          | Een opstand geleid door graaf Warwick leidt tot de dood van Elisabeths vader en broer, maar het lukt daarbij niet om George van Clarence op de troon te krijgen in plaats van Edward IV. Een moeilijke vrede wordt gesloten tussen Warwick en Edward IV. De vrede duurt kort en na een volgende opstand moet Edward IV vluchten naar Frankrijk. |
| 4       | The Bad Queen                        | Jamie Payne  | Lisa McGee       | 7 juli 2013           | Warwicks expeditie met George liep op niets uit. Om niet alles te verliezen, kan de radeloze Kingmaker zich alleen nog maar wenden tot Margaret van Anjou, de koningin van Lancaster. Om het lot te bezegelen wordt zijn jongste dochter Anne uitgehuwelijkt aan de troonopvolger van Lancaster, de wrede en verwende Edward, prins van Wales.  |
| 5       | War at First Hand                    | Jamie Payne  | Malcolm Campbell | 14 juli 2013          | |
| 6       | Love and Marriage, Love and Death    | Jamie Payne  | Nicole Taylor    | 21 juli 2013          | |
| 7       | Poison and Malmsey Wine              | Colin Teague | Emma Frost       | 28 juli 2013          | |
| 8       | The King is Dead, Long Live the King | Colin Teague | Malcolm Campbell | 4 augustus 2013       | |
| 9       | The Princes in the Tower             | Colin Teague | Emma Frost       | 11 augustus 2013      | |
| 10      | The Final Battle                     | Colin Teague | Emma Frost       | 18 augustus 2013      | |